# Лаазі (заказник)
Зака́зник Ла́азі (ест. Laasi hoiuala) — природоохоронна територія в Естонії, у волості Ляене-Сааре повіту Сааремаа.
Загальна площа — 8,8 га.
Заказник утворений 18 травня 2007 року.

## Розташування
Поблизу заказника розташовується село Миннусте.

## Опис
Метою створення заказника є збереження 3 типів природних оселищ (Директива 92/43/ЄЕС, Додаток I):
- (6210*[3]) Напівприродні лучні степи, остепнені луки й чагарникові зарості на вапнякових субстратах (Festuco-Brometalia) (оселища, важливі для орхідних)
- (6280*) Північні альвари та плоскі скелі з докембрійських вапняків
- (9070) Феноскандійські заліснені пасовища

Територія заказника збігається з природною областю Лаазі (Laasi loodusala), що включена до Європейської екологічної мережі Natura 2000.